# Funzione di diffusione del punto
La funzione di diffusione del punto (traduzione letterale dall'inglese Point Spread Function o PSF), è il termine con cui ci si riferisce alla risposta impulsiva nel campo dell'elaborazione numerica delle immagini. Si può pensare che la PSF sta a un'immagine come la risposta impulsiva sta a un segnale monodimensionale.
Data una sorgente puntiforme (di luce, onde radio, ultrasuoni o qualunque altro mezzo per la generazione di un'immagine), la PSF è il modo in cui essa è vista dal sistema di acquisizione.